# Suzanne Plesman
Suzanne Barbara Plesman (ur. 23 października 1971) – holenderska hokeistka na trawie. Brązowa medalistka olimpijska z Atlanty.
W reprezentacji Holandii rozegrała 39 spotkań. Zawody w 1996 były jej jedynymi igrzyskami olimpijskimi. W 1995 triumfowała w mistrzostwach Europy.